# نیوزلند هرالد و اوکلند گازتا
نیوزلند هرالد و اوکلند گازتا اولین روزنامهٔ اوکلند بود. که از ژوئیه ۱۸۴۱م. تا ژانویه ۱۸۴۲م. منتشر شد، این روزنامه به دلیل انتقاد فراوان از فرماندار ویلیام هابسون تعطیل شد. این روزنامه ارتباطی با روزنامه نیوزیلند هرالد که از ۱۸۶۳م. تاکنون منتشر می‌شود ندارد.